# 1937 en France
Chronologie de la France
- 1933
- 1934
- 1935
- 1936
- 1937
- 1938
- 1939
- 1940
- 1941

Cette page concerne l’année 1937 du calendrier grégorien.

## Événements

### Janvier

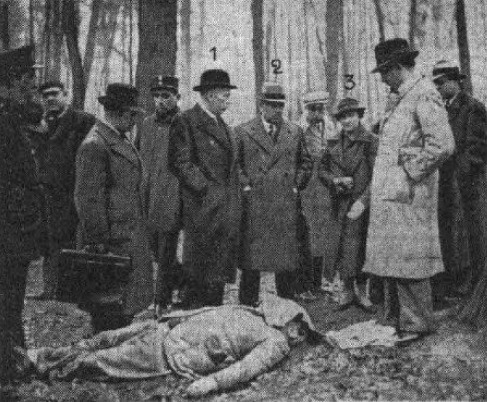
Policiers et témoins autour du cadavre de Dimitri Navachine,
photographie parue dans Le Petit Parisien, no 21882, 26 janvier 1937.

- 23 janvier : Dimitri Navachine, ancien gouverneur de la Banque commerciale pour l'Europe du Nord, liée à l'URSS, est assassiné par la Cagoule[1].
- 26 janvier : dissolution de l'Étoile nord-africaine de Messali Hadj, mouvement algérien militant pour l'indépendance de l'Algérie[2].

### Février
- 1er février : la taxe de 6 % sur la production industrielle (en remplacement de la taxe sur le chiffre d'affaires) instaurée par la loi fiscale du 31 décembre 1936 entre en vigueur[3].
- 5 février : « Justice fiscale », projet de réforme fiscale du parti communiste est publié dans l'Humanité ; il préconise la création d'un impôt général sur le revenu, doté d'une surtaxe à partir de 100 000 francs et d'un impôt spécial sur les bénéfices des sociétés[4].
- 6 février : arrêté du ministre des finances Vincent Auriol sur les relations au travail, création d'un comité consultatif du personnel[5].
- 11-28 février : exposition à Paris Les femmes artistes d'Europe exposent au Jeu de Paume[6].
- 13 février : confronté à de graves problèmes économiques, Léon Blum annonce à la radio une « pause dans les réformes »[7].

### Mars
- 5 mars : le Conseil des ministres adopte cinq mesures économiques libérales ; libre circulation de l'or, création d'une commission de quatre membres (Émile Labeyrie, Jacques Rueff, Paul Baudoin, Charles Rist) chargée de gérer le fonds d'égalisation des changes, modification du rythme de certaines dépenses d'investissement et lancement d'un emprunt de la défense nationale[8]. Le gouvernement renonce à dévaluer une nouvelle fois le franc (refus des députés communistes) et à instaurer un contrôle des changes nécessaire pour lutter contre l'évasion des capitaux (refus des députés radicaux).
- 8 mars : loi créant le fond de stabilisation des changes, chargé de lutter contre l'inflation[9].
- 11 mars : création en France du Parti du peuple algérien par Messali Hadj[10].
- 12 mars : l'État lance un emprunt pour la défense nationale de 10 milliards de francs à un taux de 4 % amortissable en 60 ans[9]. Il est couvert dès le 16 mars.
- 13-14 mars : tempête due à de très violents coups de vent associés à une forte marée d’équinoxe, provoquent d’importants dégâts matériels sur tout le littoral atlantique, notamment sur les côtes vendéennes (La Faute-sur-Mer)[11].
- 16 mars : fusillade de Clichy. Une réunion du Parti social français autorisée  par le gouvernement est perturbée par des militants CGT et communistes ; la police intervient et il y a cinq morts et 200 blessés parmi les contre-manifestants[7].
- 22 mars : Normandie reconquiert le Ruban bleu en battant le record détenu Queen Mary et établissant la traversée de l'Atlantique la plus rapide à 4 jours, 6 minutes et 23 secondes pour une moyenne de 30,99 nœuds.

### Avril
- 24 avril :
  - un enfant de huit ans Paul Gignoux est lynché par une douzaine d'enfants à La Croix-Rousse à Lyon[12].
  - déclaration commune franco-britannique garantissant la neutralité belge[13].
- 30 avril : Ignace, film français réalisé par Pierre Colombier, avec Fernandel, sort en salle[14].

### Mai
- 15 mai :
  - grève des salariés des salons de coiffure pour l'application des lois sociales ; ils tentent de défiler sur les Champs-Élysées. La police s'y oppose. Trois agents de police sont blessés. Les manifestants s'en prennent aux salons restés ouverts[15].
  - le ministre de l'Éducation nationale Jean Zay prend une circulaire interdisant le prosélytisme religieux au sein des établissements scolaires[16].
- 16 mai : meurtre de Laetitia Toureaux sur la ligne 8 du métro de Paris[17].

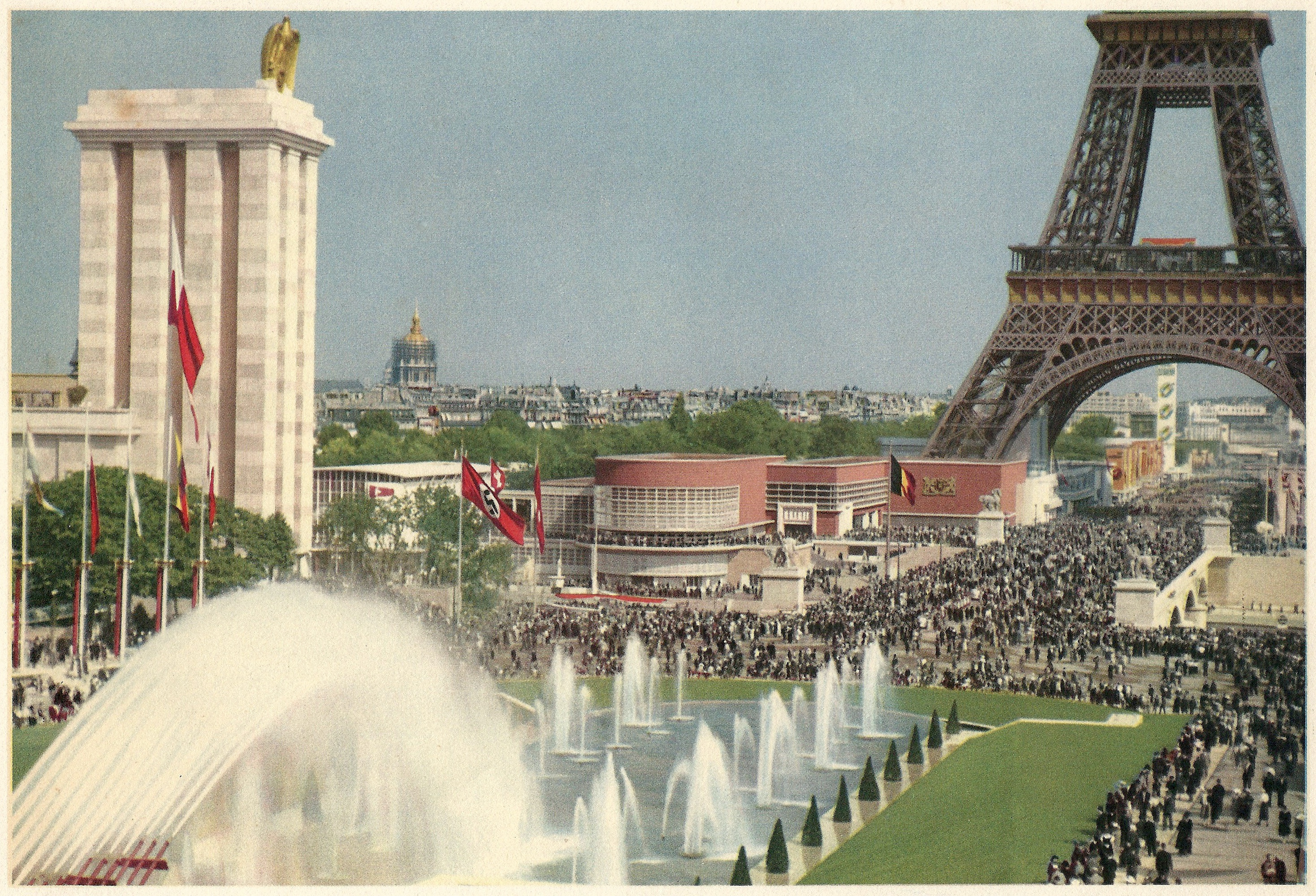
Exposition Internationale des Arts et Techniques dans la Vie Moderne ; le Trocadéro et ses fontaines.

- 24 mai : inauguration de l’Exposition internationale des « Arts et des Techniques appliqués à la Vie moderne » par le Président de la République Albert Lebrun ; prévue pour le 1er mai, son ouverture est reportée du fait des grèves[18],[19]. Le palais de la découverte[20], le « palais des musées d'Art moderne[21] »  et le Palais de Chaillot sont inaugurés dans la foulée. Du 25 mai au 25 novembre l’exposition reçoit 31 millions de visiteurs[22].

### Juin
- 9 juin :

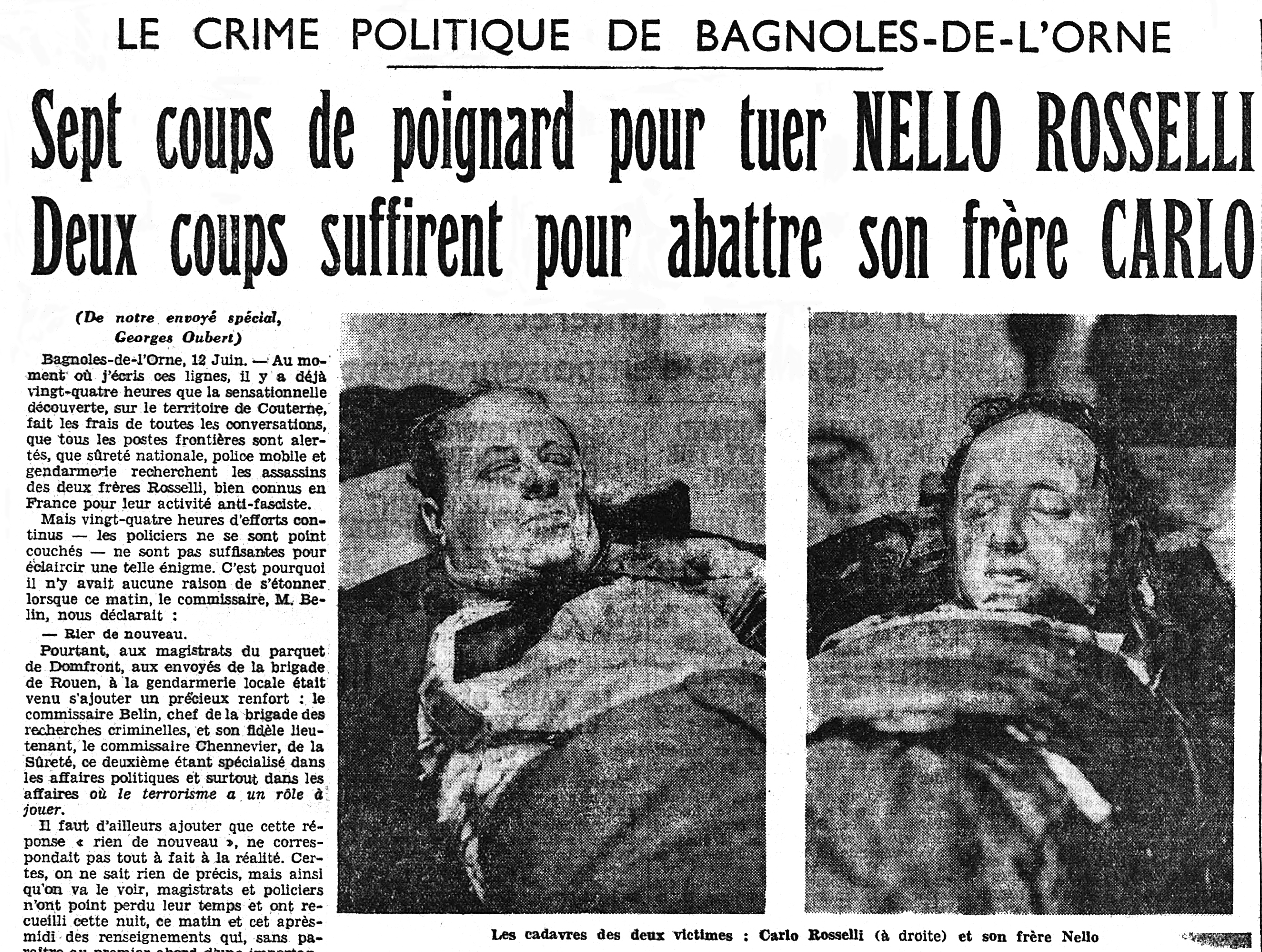
Cadavres des frères Carlo et Nello Rosselli
photographie parue dans Le Petit Journal, 13 juin 1937.

  - les frères Carlo et Nello Rosselli, antifascistes italiens, sont assassinés par la Cagoule à Bagnoles-de-l'Orne[1].
  - La Grande Illusion, film français de Jean Renoir, avec  Jean Gabin et Pierre Fresnay sort au cinéma Le Marivaux à Paris[23].
- 13 juin : l'Olympique de Marseille quitte le Stade de l'Huveaune pour le Stade Vélodrome[24].
- 21 juin : Léon Blum demande les pleins pouvoirs financiers pour rétablir la situation financière et instaurer notamment un contrôle des changes ; il démissionne devant le refus du Sénat[25].

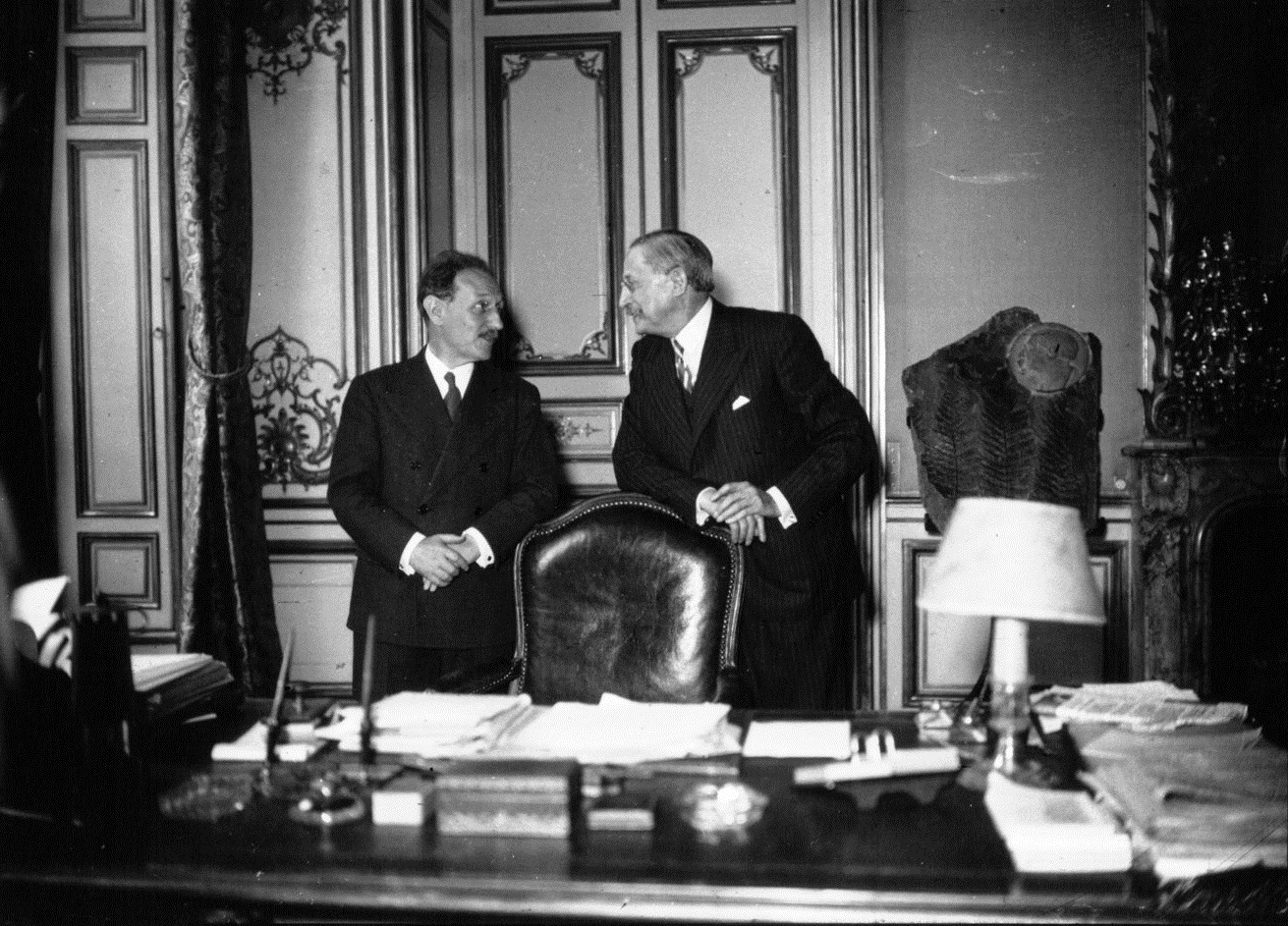
Passation de pouvoirs entre Léon Blum (à droite) et Camille Chautemps, nouveau président du Conseil, à l'hôtel Matignon en 1937.

- 22 juin : le radical Camille Chautemps forme un gouvernement avec la SFIO (fin en 1938)[26].
- 30 juin : loi qui accorde au gouvernement des pouvoirs spéciaux jusqu'au 31 août en vue d'assurer le redressement financier[27]. Le ministre des finances Georges Bonnet institue un franc flottant de 43 milligrammes d'or (dévaluation de 34 % depuis 1928)[19]. Il passe une nouvelle convention avec la Banque de France dont l'encaisse-or et les avoirs en devises étrangères sont réévalués[27].

### Juillet
- 8 juillet : série de quinze décrets-lois destinés à lutter contre l'évasion fiscale et augmentant la pression fiscale sur les ménages et les entreprises. Les taux de l'impôt général sur le revenu et de l'impôt sur le revenu des valeurs mobilières sont majorés de 20 %, les droits de douane sont relevés, une taxe exceptionnelle sur les opérations de spéculation à terme sur les marchés des changes est instituée[27].
- 10-13 juillet : 34e congrès national de la SFIO à Marseille[28].
- 12 juillet : exposition du tableau Guernica de Picasso au pavillon espagnol de l’Exposition universelle[23].
- 22 juillet : pour stopper la dépréciation des titres d'État, Georges Bonnet crée le fonds de soutien des rentes, dont la gestion est confié à la Caisse autonome d'amortissement de la dette publique[29].
- 30 juillet : accident ferroviaire de Villeneuve-Saint-Georges[30].

### Août
- 1er août : dans le sens est-ouest, Normandie enregistre un nouveau record de la traversée Atlantique, en 3 jours, 23 heures et 2 minutes à la moyenne de 30,58 nœuds.
- 8 août : dans le sens ouest-est, Normandie atteint le record historique de la traversée Atlantique en 3 jours, 22 heures et 7 minutes à la moyenne de 31,2 nœuds.
- 25 août :
  - décret-loi instaurant des bonifications d’intérêts et des réductions fiscales afin de faciliter la reprise de la construction de logements, qui s'est anémiée depuis la crise économique[31].
  - décret-loi instituant de l'agence comptable des participations publiques[27].
- 31 août : nationalisation des sociétés de Chemin de fer et création de la SNCF par un décret-loi qui approuve la Convention concernant la constitution d'une société d'économie mixte[19]. Adoption d'un plan de retour à l'équilibre budgétaire de l'entreprise par la mise en place d'une coordination réglementée par l’État : près de 10 000 km de lignes ferroviaires sont fermés au trafic de voyageurs en 1938-1939[32].

### Septembre

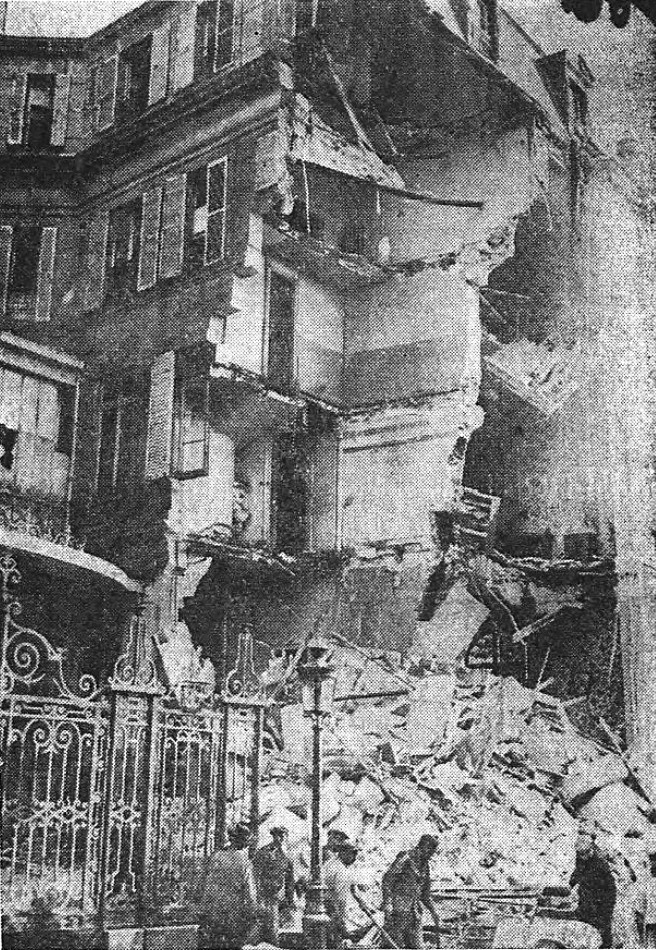
L'immeuble du siège de la CGPF, après l'attentat perpétré par la Cagoule. Photographie publiée dans Le Populaire le 11 janvier 1938.

- 11 septembre : double attentat à la bombe de la Cagoule contre les locaux de la Confédération générale du patronat français et de l'Union des industries et métiers de la métallurgie à Paris ; deux policiers sont tués[1].

### Novembre
- 12 novembre : inauguration de l'aéroport du Bourget par le président Albert Lebrun et le ministre Pierre Cot. Architecte Georges Labro. Il est sérieusement endommagé lors de la Seconde Guerre mondiale et reconstruit après guerre[33].
- 15-16 novembre : échec d'un coup d’État contre le gouvernement envisagé par l'Organisation secrète d'action révolutionnaire nationale (« La Cagoule »).  Le ministre de l'Intérieur Marx Dormoy fait démanteler l'organisation le 23 novembre[34].

### Décembre
- 10 décembre : parution du Manifeste aux intellectuels espagnols signé par de nombreux intellectuels de la droite française en soutien à Franco.
- 18 décembre : l'Assemblée générale de la Confédération des Syndicats médicaux français proteste contre le nombre croissant de naturalisation de médecins étrangers[35].
- 25 - 29 décembre : IXe congrès du Parti communiste français à Arles[36].
- 28 - 29 décembre : grève générale des services publics parisiens[19].
- 27 décembre : création du souvenir napoléonien[37].

## Décès en 1937
- 28 décembre : Maurice Ravel, compositeur français, à Paris.